# 過埠新娘 (1988年電影)
《過埠新娘》，是1988年上映的一部香港動作喜劇片，由張堅庭執導，洪金寶、張曼玉、高麗虹、張堅庭、周比利、高飛主演。

## 劇情
香港少女李小玉（張曼玉飾）爲了和遠在美國的未婚夫Peter（張堅庭飾）結婚，賣掉了自己的房子和產業，歷經艱辛來到美國。
由於沒有居住權，她在Peter的慫恿下，決定通過假結婚來獲得合法身份。他們找到了唐人街的落魄賭徒錢寶（洪金寶飾），希望能與他達成交易。錢寶爲了償還鉅額賭債，接受了Peter和小玉的酬金，答應與小玉假結婚。然而，婚禮的第二天，Peter就帶着小玉的全部財產逃跑了，留下了茫然無助的小玉和錢寶。得知真相的錢寶憤怒不已，將小玉趕出家門。無依無靠的小玉在街頭流浪，最終錢寶心軟，決定再次收留她。兩個身無分文的華人，在陌生的異國他鄉，面臨重重困境，他們將如何生存下去呢？

## 演員表
| 演員   | 角色   |
| 洪金寶 | 錢寶   |
| 張曼玉 | 李小玉 |
| 張堅庭 | Peter  |
| 高麗虹 |        |
| 周比利 |        |
| 高飛   |        |

## 外部連結
- 香港影庫上《過埠新娘》的資料（繁體中文）
- 互联网电影数据库（IMDb）上《過埠新娘》的资料（英文）